# 고복수
고복수(髙福壽, 1911년 12월 29일 ~ 1972년 2월 10일)는 일제강점기부터 활동한 대한민국의 가수, 영화 기획가, 영화제작자이다.

## 생애
경상남도 울산군 출신으로 어릴 때 그의 집은 국수 공장을 했었다. 유년시절에도 축음기에 매달려 노래만을 부르면서 꿈많은 어린시절을 보냈었다.
20대 초반의 나이에 콜럼비아레코드가 주최한 콩쿠르 부산대회에 입상하고 경성부에서 열린 본선에 진출해 3위를 차지한 것이 가수로 데뷔하는 계기가 되었다. 그러나 1934년에 〈타향〉과 〈이원애곡〉을 발표하여 음반은 오케레코드에서 발매했다. 후에 〈타향살이〉라는 제목으로 알려지게 된 〈타향〉은 일제 강점기 최고의 대중가요 중 하나로 꼽힐 만큼 크게 유행했다.
이후 1936년 말에 발표한 "아 으악새 슬피우는 가을인가요"라는 가사의 〈짝사랑〉이 또다시 히트하고 이은파와의 듀엣곡인 신민요 〈풍년송〉 등으로 지속적인 인기를 누렸다. 오케레코드와 전속 공연단인 조선악극단에서 활동하다가 1940년부터 빅타레코드의 반도악극좌로 이동하였다. 여기에서 〈알뜰한 당신〉의 인기 가수 황금심과 만나 1941년에 결혼하였다.
고복수는 채규엽, 강홍식과 더불어 일제 강점기 초기의 가수로 분류되며, 이들 가운데 가장 오랫동안 인기를 누렸다. 한숨을 쉬는 듯한 분위기의 가창은 〈타향〉, 〈사막의 한〉, 〈짝사랑〉 등 한탄조의 가사로 이루어진 그의 인기곡에 잘 어울렸다. 그러나 1930년대 후반에 남인수와 백년설이 등장한 이래 인기가 수그러들면서 1940년대부터는 무대 공연 위주로 활동을 전환하게 되었다.
인기 가수였지만 인생에 굴곡이 많았기에 불운의 가수로도 기억된다. 한국 전쟁 때는 조선인민군에게 체포되었다가 탈출하는 일을 겪었고, 1957년 은퇴 공연 이래 손대는 사업마다 계속 실패하여 어려운 생활을 했다. 아내 황금심이 영화 주제곡을 부르며 생계를 연명하는 사이 고복수는 서적 외판원으로 일해야 했다.
이후 투병을 하다가 뇌신경 고혈압과 식도염으로 1972년 사망했다. 향년 62세.
황금심과의 사이에서 얻은 자녀 가운데 맏아들이 트로트 가수 고영준, 둘째 아들이 가톨릭 복음가수 고영민, 셋째 아들이 작곡가 고병준이며, 둘째 며느리는 대학가요제 출신의 가수 손현희이다. 동화예술학원을 경영할 때 배출한 제자로는 이미자와 안정애가 있다.

## 소속
- 前 서울 동화예술학원 원장

## 학력
- 경상남도 울산 일신보통학교 수료
- 경상남도 울산 내선보통학교 졸업
- 경상남도 부산제2공립상업학교 졸업

## 가족 관계
- 배우자 : 황금심 (1921년 12월 10일 ~ 2001년 7월 30일)
  - 장남 : 고영준 (1958년 ~ )
  - 차남 : 고영민 (195? ~ )
    - 며느리 : 손현희 (1962년 ~ )

  - 삼남 : 고병준 (1962년 ~ 2005년 1월 1일)

## 참고자료
- 강옥희,이영미,이순진,이승희 (2006년 12월 15일). 《식민지시대 대중예술인 사전》. 서울: 소도. 22~23쪽쪽. ISBN 9788990626264.